# Georg Hartung
Georg Hartung (13 juillet 1822-28 mars 1891) est un géologue prussien.

## Biographie
Il est un des pionniers allemands de la géologie. Il est principalement connu pour son étude de la géologie des îles de la Macaronésie (en particulier les Açores, Madère et les Îles Canaries). Il ne reçoit initialement aucune éducation formelle en géologie et ne développe son intérêt pour le sujet probablement qu'accidentellement alors qu'il passe l'hiver à Funchal dans les années 1850. Il a collaboré de manière extensive avec Charles Lyell.